# Gonomyia (Leiponeura) ramus
Gonomyia (Leiponeura) ramus is een tweevleugelige uit de familie steltmuggen (Limoniidae). De soort komt voor in het Neotropisch gebied.